# المديرية السياسية المشتركة للدولة
 كانت المديرية السياسية المشتركة للدولة (التي تُرجمت أيضًا باسم الإدارة السياسية العامة للاتحاد والمديرية السياسية الموحدة للولايات) هي الشرطة السرية للاتحاد السوفيتي من عام 1923 إلى عام 1934. كان اسمها الرسمي «مديرية المشتركة الدولة السياسية تحت مجلس مفوضي الشعب في الاتحاد السوفياتي» (الروسي: Объединённое государственное политическое управление при СНК СССР)، Obyedinyonnoye gosudarstvennoye politicheskoye upravleniye الحزب الثوري المؤسسي SNK SSSR، أو ОГПУ (OGPU).
مع تشكيل الاتحاد السوفيتي في ديسمبر 1922، كانت هناك حاجة إلى منظمة موحدة لممارسة السيطرة على أمن الدولة في جميع أنحاء الاتحاد الجديد. وهكذا، في 15 نوفمبر 1923، أنفصلتالمديرية السياسية للدولة المفوضية الشعبية للشؤون الداخلية السوفياتية وخضعت مباشرة لمجلس مفوضي الشعب بصفتها المديرية السياسية المشتركة بين الاتحادات. أصبح فليكس دزيرجينسكي أول رئيس لــالإدارة السياسية المشتركة للدولة.
عملت الإدارة السياسية المشتركة للدولة - من الناحية النظرية - مع المزيد من ضبط النفس من الشرطة السرية البلشفية الأصلية، تشيكا 1917-1922. على عكس تشيكا، لم تستطع الإدارة السياسية المشتركة للدولة إطلاق النار على «معارضين للثورة»، وكان على معظم المجرمين السياسيين المشتبه بهم أن يمثلوا أمام قاضٍ. زادت سلطات الإدارة السياسية المشتركة للدولة بشكل كبير في عام 1926، عندما كان Soviet criminal code [Уголовный кодекс РСФСР 1926 года] تم تعديله ليشمل القسم على الإرهاب مناهضة للدولة.
أُعيد دمج الإدارة السياسية المشتركة للدولة في مفوضية الشعب للشؤون الداخلية (المفوضية الشعبية للشؤون الداخلية) التي تم تشكيلها حديثًا في يوليو 1934، لتصبح المديرية الرئيسية لأمن الدولة (GUGB). أصبحت فيما بعد لجنة أمن الدولة.